# Diabète néonatal transitoire
Pour les articles homonymes, voir Diabète (homonymie).
Le diabète néonatal transitoire est défini comme un diabète sucré qui commence dans les six premières semaines de vie et se guérit spontanément vers 18 mois. 
Les principales caractéristiques de cette pathologie sont un retard de croissance intra utérin sévère et à la naissance : déshydratation, hyperglycémie et absence de cétose.
Le diabète apparaît à la première semaine de vie, le nouveau-né se déshydrate et l'utilisation d'insuline est nécessaire. Une macroglossie (grosse langue) et une hernie ombilicale sont habituelles. Ce diabète dure de deux semaines à plus de un an ; le besoin d'insuline diminue progressivement. Des épisodes d'hyperglycémie sont courants durant l'enfance notamment au cours de maladie. Les rechutes dans l'adolescence ressemblent au diabète de type 2. Les femmes sont aussi à risque au cours de la grossesse de rechute ou de diabète gestationnel.
Ce type de diabète est en rapport avec une mutation située sur le locus q24 du chromosome 6.

## Sources
- (en) Online Mendelian Inheritance in Man, OMIM (TM). Johns Hopkins University, Baltimore, MD. MIM Number: 601410
- (en) Isabel Karen Temple, « Diabetes Mellitus, 6q24-Related Transient Neonatal » In : GeneReviews at GeneTests: Medical Genetics Information Resource (database online). Copyright, University of Washington, Seattle. 1997-2005. .